# Bitva u Verdunu
Bitva u Verdunu byla jedna z největších bitev první světové války na její západní frontě. Odehrála se u francouzského města Verdun. Padlo při ní na obou stranách zhruba 300 000 vojáků. Krvavá bitva trvala od 21. února 1916 do 18. prosince 1916, což je přibližně 10 měsíců, kvůli velkému počtu padlých vojáků byla také označována jako verdunský mlýnek na maso.
Postupem bitvy se ve Francii stala populární fráze „Ils ne passeront pas“ („neprojdou“), jejímž autorem byl francouzský důstojník Robert Nivelle, ale často je chybně přisuzována Philippovi Pétainovi.

## Situace před bitvou

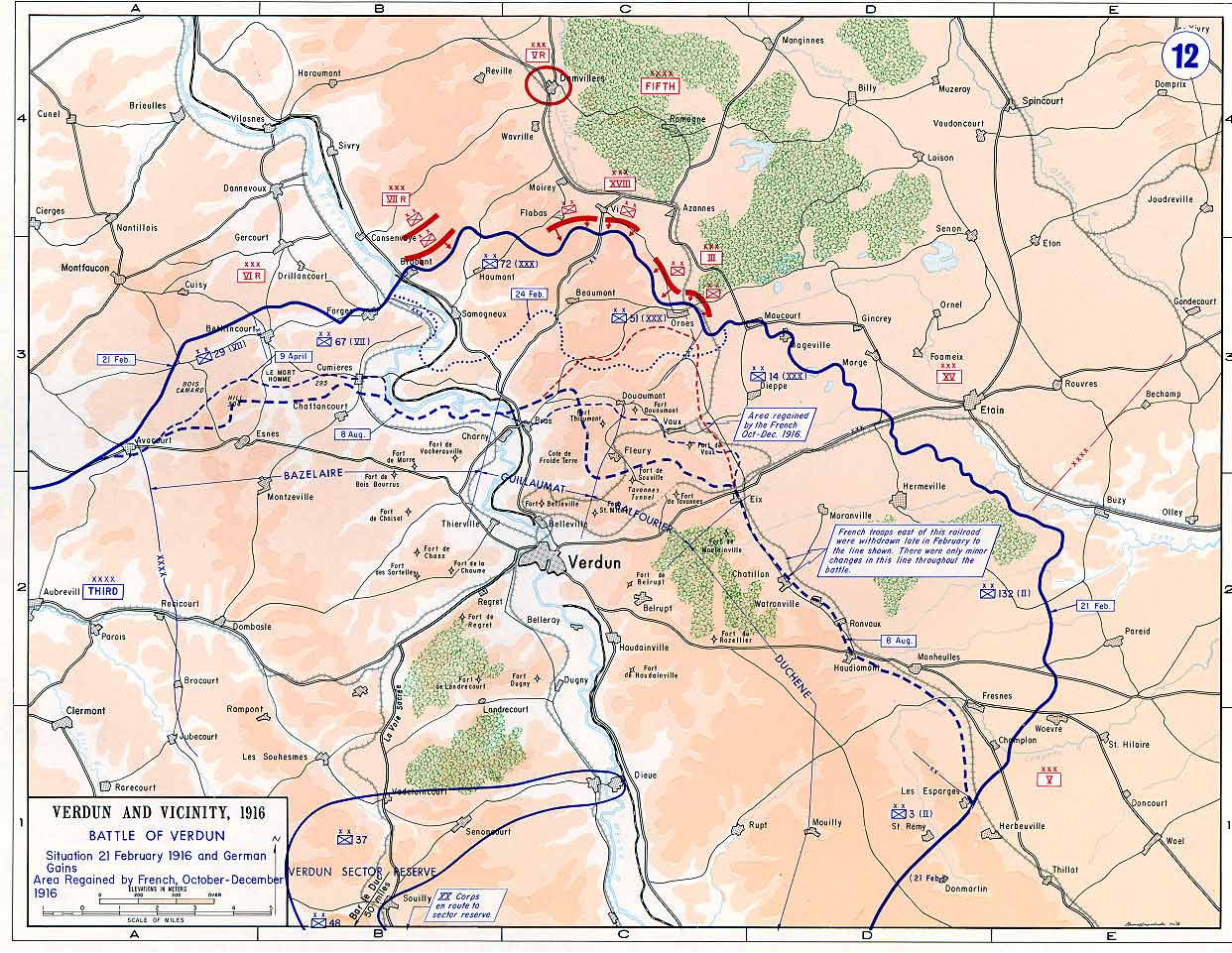
Mapa bitvy

Koncem roku 1915 připravovaly generální štáby znepřátelených stran nové strategické plány, které měly nějakým způsobem řešit stávající stav. Německá strategie bleskové války selhala a boje se přeměnily v zákopovou válku, při níž se za obrovských lidských a materiálních ztrát fronta měnila jen velice nepatrně. Prostý voják se stával „potravou“ pro děla a kulomety a lidské oběti neúměrně narůstaly. Na západní frontě stály proti sobě dvě mocné armády, avšak naděje, že dojde stejným stylem válčení k nějaké podstatné změně, nebyla. Náčelník německého generálního štábu Erich von Falkenhayn však přišel se zcela neočekávaným řešením, kterým bylo dobytí strategického obranného pásma u Verdunu. Předpokládal, že v důsledku získání tohoto území dojde k podstatnému zkrácení fronty a tím i k úspoře vojenských sil. Vycházel ze zpravodajských informací, podle kterých byla z této oblasti stažena a odeslána na jiné části fronty velká část francouzských vojsk, a dokonce i dělostřelecká výzbroj řady pevností.
Informace německé zpravodajské služby byly správné. Vrchní velitel francouzské armády Joseph Joffre nějaké komplikace v oblasti Verdunu vůbec nepředpokládal. Domníval se, že Němci se neodváží na toto pevnostní pásmo zaútočit, proto odtud opravdu stáhl část pěchoty i výzbroje pevností. Verdunské pásmo začalo postupně chátrat; stalo se z něj opevnění druhořadého významu. V prosinci 1915 se o tom rozpoutala i vášnivá debata ve francouzském poslaneckém branném výboru, ovšem bez odezvy. Na slabost systému začal upozorňovat i tisk, což usnadnilo nepříteli práci. Generál Joffre vše bagatelizoval, zapomněl však na jednu podstatnou věc – sledovat pohyb nepřítele. A ten se činil a začal dělat mohutné přípravy k útoku. Na frontu u Verdunu byla přepravována vojska z Balkánu. Teprve na přelomu ledna a února začali Francouzi něco tušit, a začali proto opět posilovat svoji obranu. Kopaly se zákopy, palebná postavení, připravovaly se překážky. Do oblasti byly přepravovány po železnici zásoby, avšak kapacitně to bylo nedostačující. Od 20. února začala fungovat cesta do Verdunu, která připomínala transmisní řemen. Žádné auto nesmělo zastavit a pokud mělo poruchu, bylo svrženo do příkopu. Touto silnicí, která byla později nazvána jako „svatá cesta“, projížděly denně 3 tisíce, později až 3,5 tisíce automobilů.

## Bitva

### Německý útok

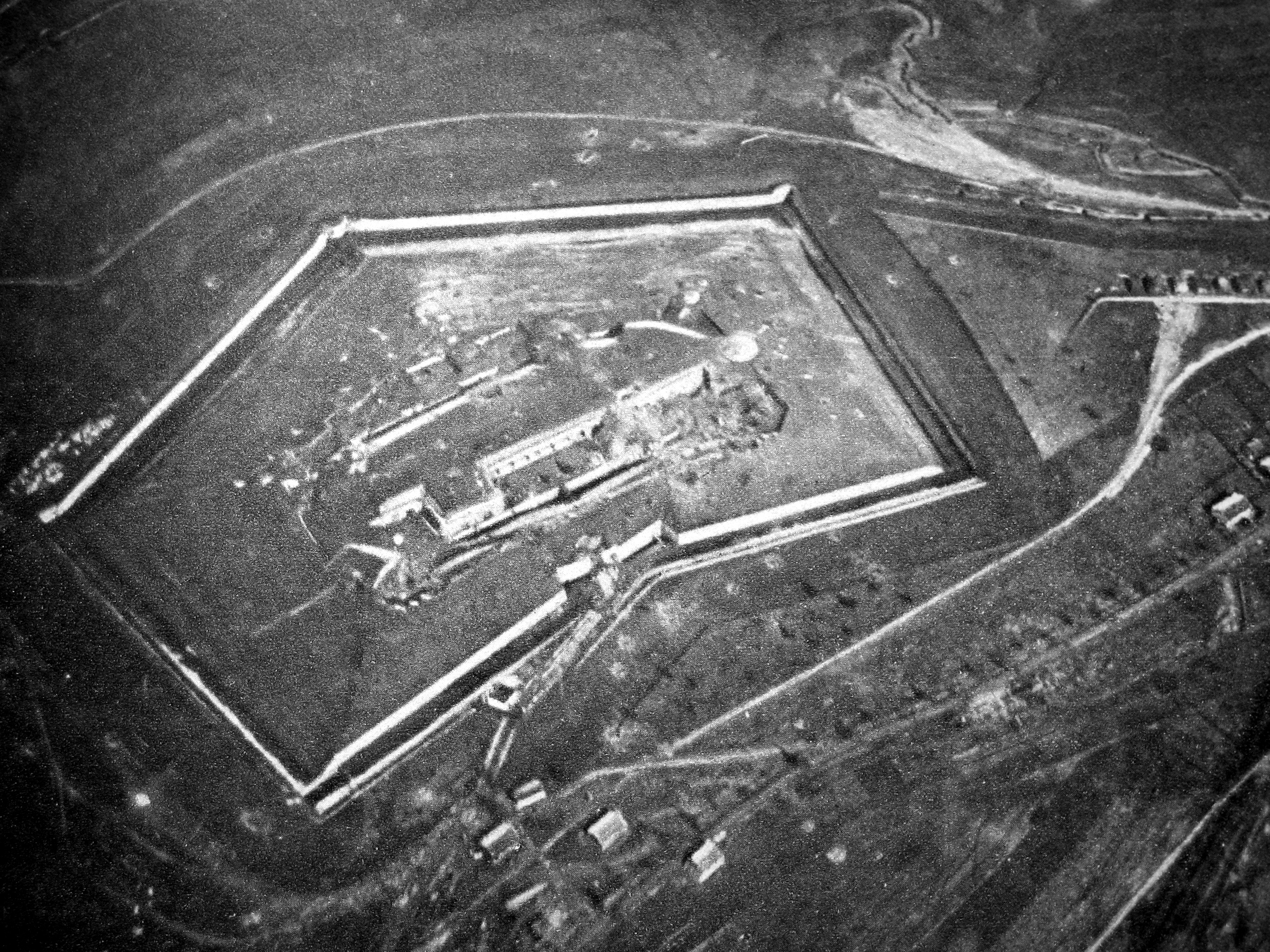
Pevnost Douaumont

21. února 1916 v 7 hodin 15 minut ráno začal německý útok. Vlastní dělostřelecká příprava trvala 7 hodin 14 minut. Hustota německého útoku byla hrozivá. Byl ostřelován Verdun, betonové pevnosti, francouzské zákopy, mosty, křižovatky, cesty, městečka i vesnice. Když palba ustala, bylo všude tolik dýmu, že pozorovací letadla na jedné či druhé straně nic nespatřila. Po dělostřelecké přípravě začal útok v 16 hodin 45 minut, který však probíhal lehkovážně. Němci předpokládali, že nikdo nemohl dělostřeleckou přípravu přežít, a pochodovali do francouzských pozic s puškami na ramenou. Ozvala se ovšem palba z kulometů a vojáci byli koseni po stovkách. Začal boj, který neměl konce. Němcům se sice podařilo dobýt některé francouzské pozice, ale za cenu obrovských ztrát. Obtížná byla i situace Francouzů, kterým docházelo střelivo i ostatní válečný materiál. 25. února začalo ustupovat celé francouzské pravé křídlo. Němci postupně dobyli některé pevnosti a pevnůstky. Jejich hlavní nápor však směřoval na pevnost Douaumont, která byla jednou z nejdůkladnějších pevností verdunského pevnostního systému. Odolávala všem střelám, které byly tehdy k dispozici, a mohla poskytnout úkryt asi pěti stovkám mužů. Pět měsíců před německým útokem však byla odsud děla odvezena a posádka čítala několik desítek mužů. K pevnosti nepozorovaně pronikla 8. rota 24. braniborského pluku, a protože zde nebyl žádný odpor, podařilo se útočníkům proniknout dovnitř, kde zajali 67 vyděšených Francouzů. Pád Douaumontu vyvolal v Německu vlnu nadšení, zato Francie byla otřesena. Do vedení obrany verdunské oblasti byl jmenován generál Philippe Pétain, který se ihned ujal své funkce. Ten zjistil na místě stav obrany a přijal příslušná opatření.

### Další průběh bojů

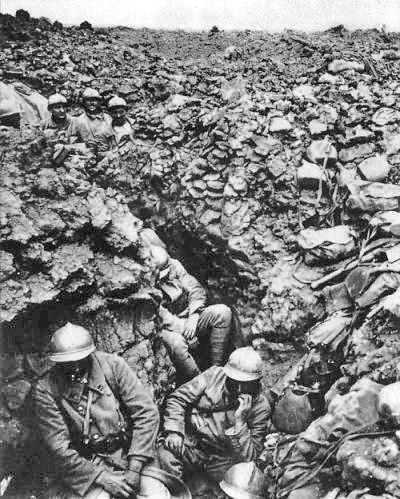
Vojáci francouzského 87. pluku u Verdunu

Pro obě válčící strany se stalo dobytí Verdunu otázkou cti a prestiže, u Francouzů k tomu přibyla i národní hrdost. Philippe Pétain se sice snažil dobýt ztracené pozice zpět, ale boje se přeměnily v zákopovou válku, která byla stejná jako v jiných případech. Desítky a stovky metrů prostoru byly na obou stranách fronty vykoupeny mrtvými, které nebylo možno pohřbít. Němci se snažili ovládnout i další pevnosti (Thiaumont, Vaux), ovšem jediným výsledkem byly obrovské ztráty. V noci ze 7. na 8. května došlo v pevnosti Douaumont, obsazené Němci, k výbuchu muničního skladu a zničená pevnost se stala hromadným hrobem pro téměř 700 německých vojáků. Těžké boje byly svedeny o pevnost Vaux, probíhaly od 2. do 7. června 1916. Vojáci bojovali i uvnitř pevnosti, přičemž Francouzům došla munice i potraviny, takže se byli nuceni po těžkých ztrátách vzdát. 23. června dobyli Němci i pevnost Thiaumont a zdálo se, že osud Verdunu visí na vlásku. 25. června stála německá vojska 3 km od Verdunu a město začalo být ostřelováno i kulomety. Francouzi byli na pokraji vyčerpání, ale situace v německé armádě nebyla o nic lepší. Situace se zásadním způsobem změnila 1. července 1916, kdy začala bitva na Sommě. Z prostoru Verdunu byly odvolávány postupně některé německé divize i dělostřelecké baterie. Začalo docházet k francouzským protiútokům, které byly následovány útoky německými. Pevnost Thiaumont „změnila majitele“ v době od 13. července do 4. srpna 34krát a vesnice Fleury 13krát. Ve dnech 23. října až 5. listopadu proběhl francouzský útok, při kterém byly znovu dobyty pevnosti Douaumont a Vaux. Poslední francouzská ofenzíva u Verdunu v roce 1916 se uskutečnila od 15. listopadu do 1. prosince, při níž byly získány pevnosti Louvemont a Bezonvaux.

### Dopis francouzského vojáka
| „ | Milá matko, překročili jsme les Vaux Chapitre. Je to hrůza, jeden kráter vedle druhého, v každém leželi tři nebo čtyři mrtví, Francouzi i Němci, jeden přes druhého. Jsou tady mrtví z října, pod nimi ti, co zemřeli v červnu, a pak už jen holé kostry těch březnových. Někteří ještě vypadají, jako by spali, modré a šedé uniformy jsou dnes nazelenalé. Nacházíme kusy těl, jsou téměř jako stromy, které tady nemají ani koruny, ani větve. Střely je roztrhaly až ke kořenům. Je tady pusto a ticho. Obrovský hřbitov lidí. Přeskakujeme mrtvé, bojíme se jich. Zítra jdeme do útoku. Modli se za mne. | “ |

## Výsledky bitvy

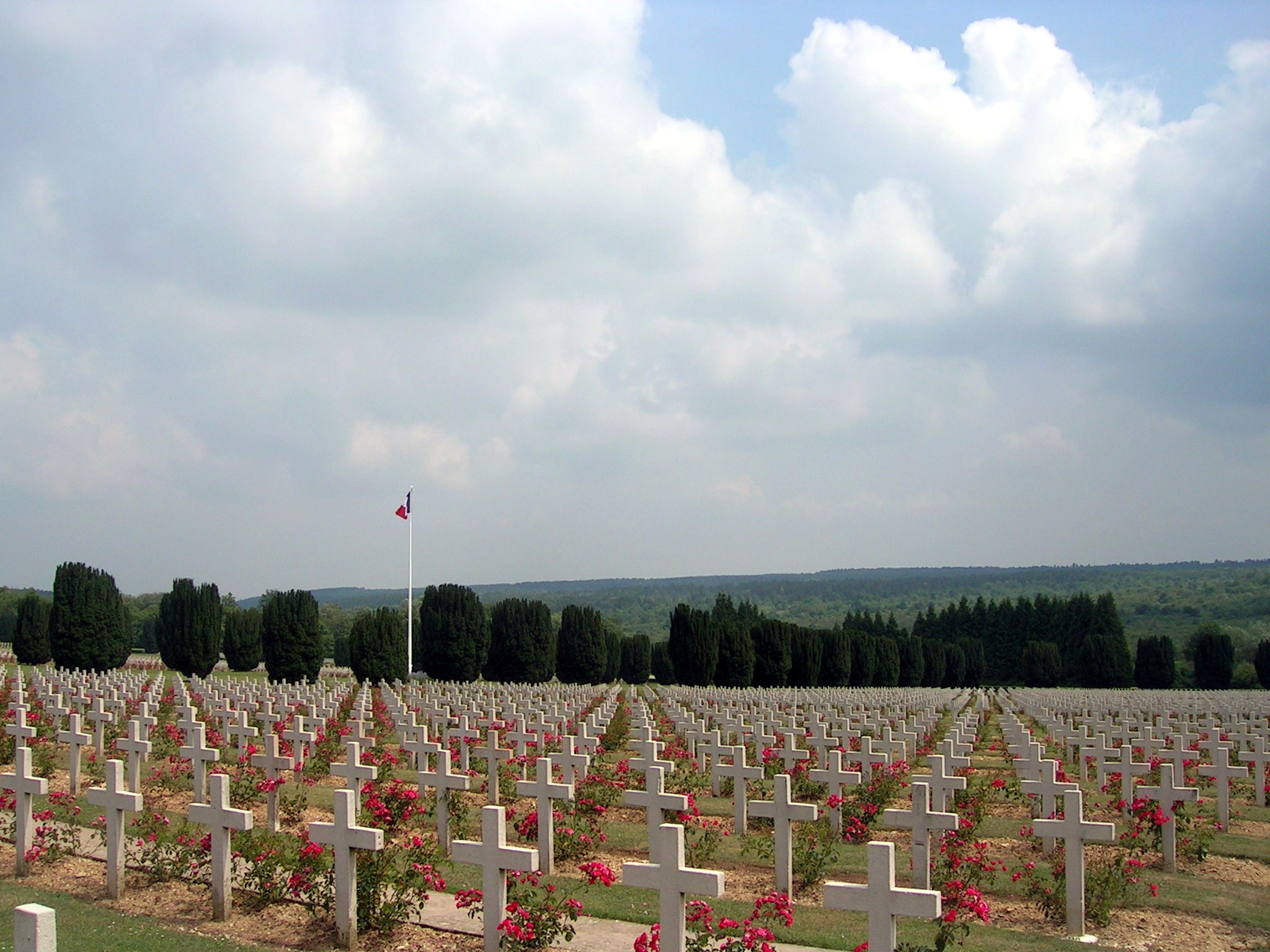
Vojenský hřbitov u Verdunu

V bitvě u Verdunu padlo na obou stranách 300 000 vojáků. Krvavá bitva trvala od 21. února 1916 do 18. prosince 1916, což je přibližně 10 měsíců. Krajina u Verdunu byla totálně zničena a stopy války nese dodnes. Všude jsou i dnes vidět krátery po vybuchlých granátech zarostlé trávou, hlavně v okolí pevnosti Fort de Vaux. V blízkosti Verdunu se nachází několik obrovských hřbitovů. Na jednom z nich stojí vysoká socha ženy s tragickou tváří, která si klade prst na němá ústa. Na úpatí sochy je nápis: „Buďte tiše, hrdinové odpočívají“.

### Účast v bitvě a padlí
- Franz Marc (8. 2. 1880 Mnichov – 4. 3. 1916 Braquis u Verdunu) – německý expresionistický malíř, člen skupiny Modrý jezdec, v bitvě padl.

## Dohra bitvy
Pro Ústřední velmoci, které neoplývaly tak velkým lidským potenciálem jako země Dohody, by znamenala útočná operace, při které by přišly o více vojáků než jejich nepřítel, prohru. V bojích v okolí Verdunu Němci Francouzům způsobili o něco vyšší ztráty na živé síle, než sami utrpěli, ale nedosáhli poměru ztrát 2:1, jak původně plánovali, a to i přesto, že na začátku početně několikanásobně převyšovali počty obránců Verdunu. Obrana města se pro Francouze stala symbolem jejich sebeobětování a odhodlání vojáků vydržet i ty nejtěžší podmínky. Francouzské ztráty byly skutečně zdrcující, Pétain proto navrhl, aby jednotky v prvních liniích na frontě postupně rotovaly, čímž se částečně obnovovaly jejich síly a jednotlivci tak měli možnost lépe se vyrovnat s hrůzami bojů. Rotace jednotek způsobila, že se „verdunské ždímačky“ postupně zúčastnilo až 70 % příslušníků francouzské armády. Naopak boje na německé straně zasáhly jen 25 % německých sil.
Úspěch statických opevnění v bitvě vedl francouzské vojenské teoretiky k vytvoření Maginotovy linie, která v pozdějším období chránila francouzsko-německé hranice.

## Verdun v lidovém rčení
Bitva u Verdunu se stala v českých zemích synonymem pro velké střílení. Pokud se někde moc střílí, říká se, že „je tam ran jak u Verdénu“ nebo že se „střílí, jak u Verdénu“ (tento obrat používá zejména sportovní zpravodajství když padá např. mimořádný počet gólů). Nebo v případě, nějakého zvláštního výstřelu ve filmu, nebo špatné střely ve fotbale se říká: „To byl výstřel jak u Verdénu“. [zdroj⁠?!]

## Verdun v umění
V roce 2015 vydala česká písničkářka Radůza knihu povídek Marathon, příběh běžce, kde každá z povídek je doplněna vlastní písní. Povídka Madeleine se odkazuje právě k bitvě u Verdunu. Bitva u Verdunu se také stala námětem písně švédské power metalové skupiny Sabaton „Fields of Verdun“ z alba The Great War, které bylo vydáno 19. července 2019. Bitva je zmíněna i v televizní inscenaci Dialog s doprovodem děl  z roku 1983.